# She Hangs Brightly
Albums de Mazzy Star
So Tonight That I Might See
She Hangs Brightly est le premier album du groupe dream pop Mazzy Star. Il a été mis à la vente en 1990 par le label Rough Trade, puis réédité sous le label de Capitol Records en 1991.
Toutes les chansons ont été écrites par Hope Sandoval et David Roback exceptées Blue Flower écrite par Peter Blegvad et Anthony Moore, I'm sailin écrite par Minnie McCoy, et Give You My Lovin écrite par Sylvia Gomez.
Cet album contient 11 titres.

## Titres
1. Halah
2. Blue Flower
3. Ride It On
4. She Hangs Brightly
5. I'm Sailin'
6. Give You My Lovin'
7. Be My Angel
8. Taste Of Blood
9. Ghost Highway
10. Free
11. Before I Sleep